# Vårtig sköldlav
Vårtig sköldlav (Melanohalea exasperata) är en lavart som först beskrevs av De Not., och fick sitt nu gällande namn av O.Blanco, A.Crespo, Divakar, Essl., D.Hawksw. och Helge Thorsten Lumbsch. Vårtig sköldlav ingår i släktet Melanohalea, och familjen Parmeliaceae. Arten är reproducerande i Sverige.

## Bildgalleri

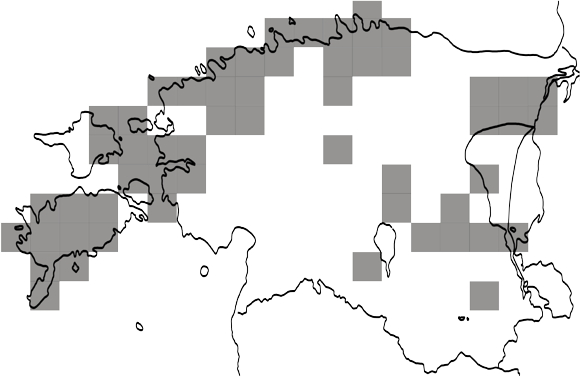
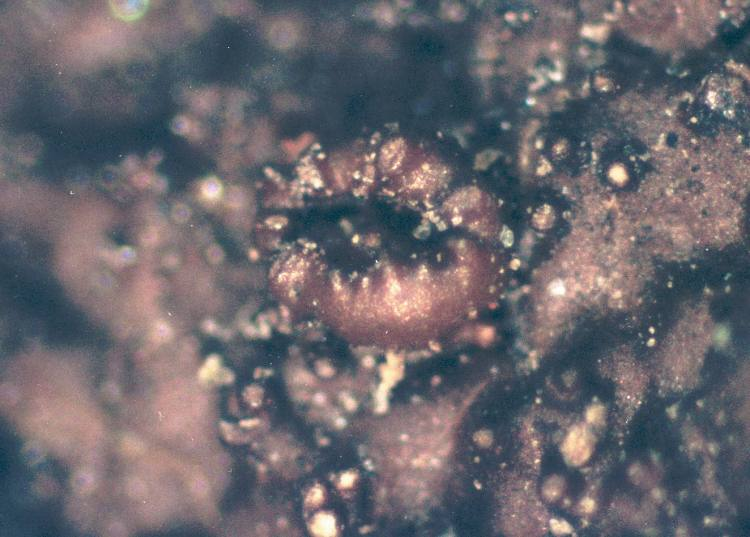
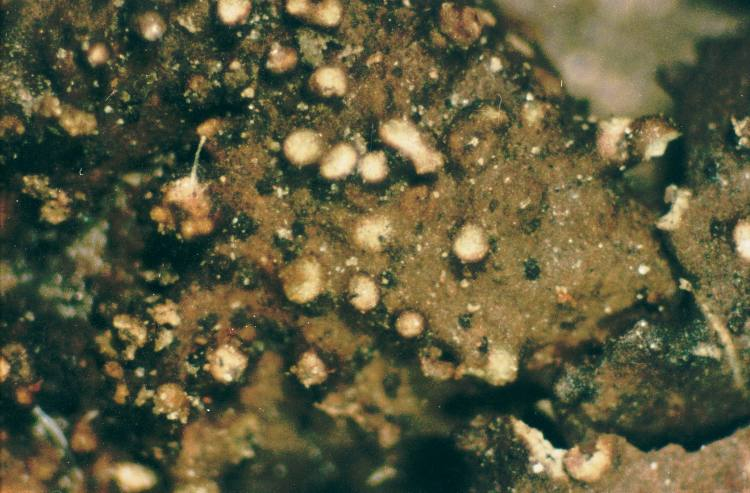
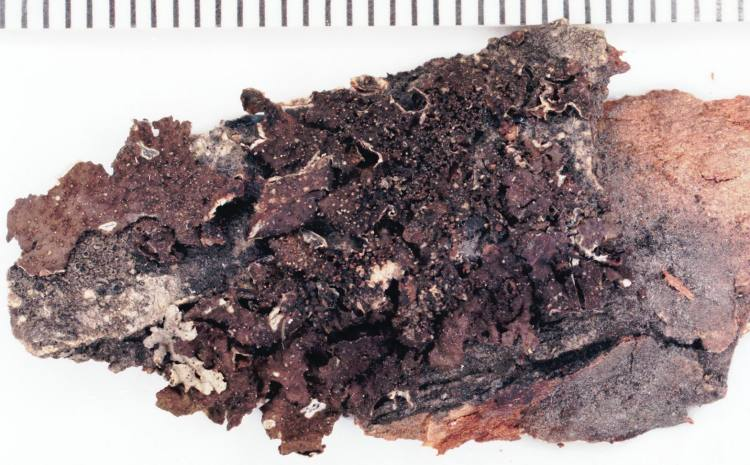